# سعيد أباد (شاهين دج)
سعيد أباد هي قرية في مقاطعة شاهين دج، إيران. عدد سكان هذه القرية هو 407 في سنة 2006.